# 牧やすまさ 路地裏のスピリッツ
『牧やすまさ 路地裏のスピリッツ』（まき やすまさ ろじうらのスピリッツ）は、STVラジオで放送されているコーナー企画並びにラジオ番組。

## 概要
フリーのラジオパーソナリティー・牧やすまさがが感銘を覚えた書籍や、最近のエピソードを取り上げる。
水曜日はセイコーマート協賛によるインフォマーシャル「新鮮！発見！セイコーマート」（レポーター：山本浩子）、木曜日はリスナーから寄せられた「ちょっとエッチなお便り」を渋谷もなみとともに紹介する「まき男爵の部屋」というコーナーが設けられている。

## 放送時間
2002年10月のホットスクランブル放送開始とともに番組内のコーナーとして開始。2006年4月期からは牧泰昌の夕やけジャーナル、2008年からは牧やすまさのスーパースクランブル、以降はメインの番組から牧は降板したが2013年からどさんこラジオ、2015年からは吉川のりおの聞いてナットク のりのりラジオの中で放送された。2016年4月4日からも引き続きSTVラジオの夕方のワイド番組『情報アライブ』のフロート番組（コーナー番組）として、17:20ごろから20分間放送。どさんこラジオから情報アライブまでは月曜日から木曜日までの放送。
2018年4月2日からは独立番組としてナイター中継の無い下半期と上半期の月曜日は17:15-17:55、ナイター中継のある上半期の火曜日から金曜日は原則17:15-17:30に放送。17:55までの放送時は天気・道路交通情報も放送した。
2021年3月29日からは再びフロート番組として『吉川のりお スーパーLIVE』の枠内、17:15ごろから17:30ごろに生放送されていた。
2023年4月4日より放送時間は変わらず月曜日は終了し、火曜日から金曜日の週4日に縮小。2023年10月2日より吉川のりお スーパーLIVEが17：30開始に変更したことに伴い、火曜日から金曜日に17:15から17:30まで再び独立番組として放送する。
2025年7月11日の放送を最後に、牧が病気療養のため番組を休演。以降は吉川のりお、奈良まなみなど代行のパーソナリティで放送していたが、8月12日に牧が死去。番組の今後は未定である。